# Stazione di Berlino Porta di Brandeburgo
La stazione di Berlino Porta di Brandeburgo (in tedesco Berlin Brandenburger Tor; fino al 2009 "Unter den Linden") è una fermata ferroviaria sotterranea della città di Berlino.
È posta sul passante ferroviario detto "Nord-Süd-Tunnel", ed è servita esclusivamente dai treni della S-Bahn.

## Storia
La fermata fu costruita dal 1935 al 1936 su progetto architettonico di Richard Brademann.

## Movimento
La stazione è servita dalle linee S1, S2 e S25 della S-Bahn.

## Interscambi
- Fermata metropolitana (Brandenburger Tor, linea U5)[2]
- Fermata autobus